# Namêche

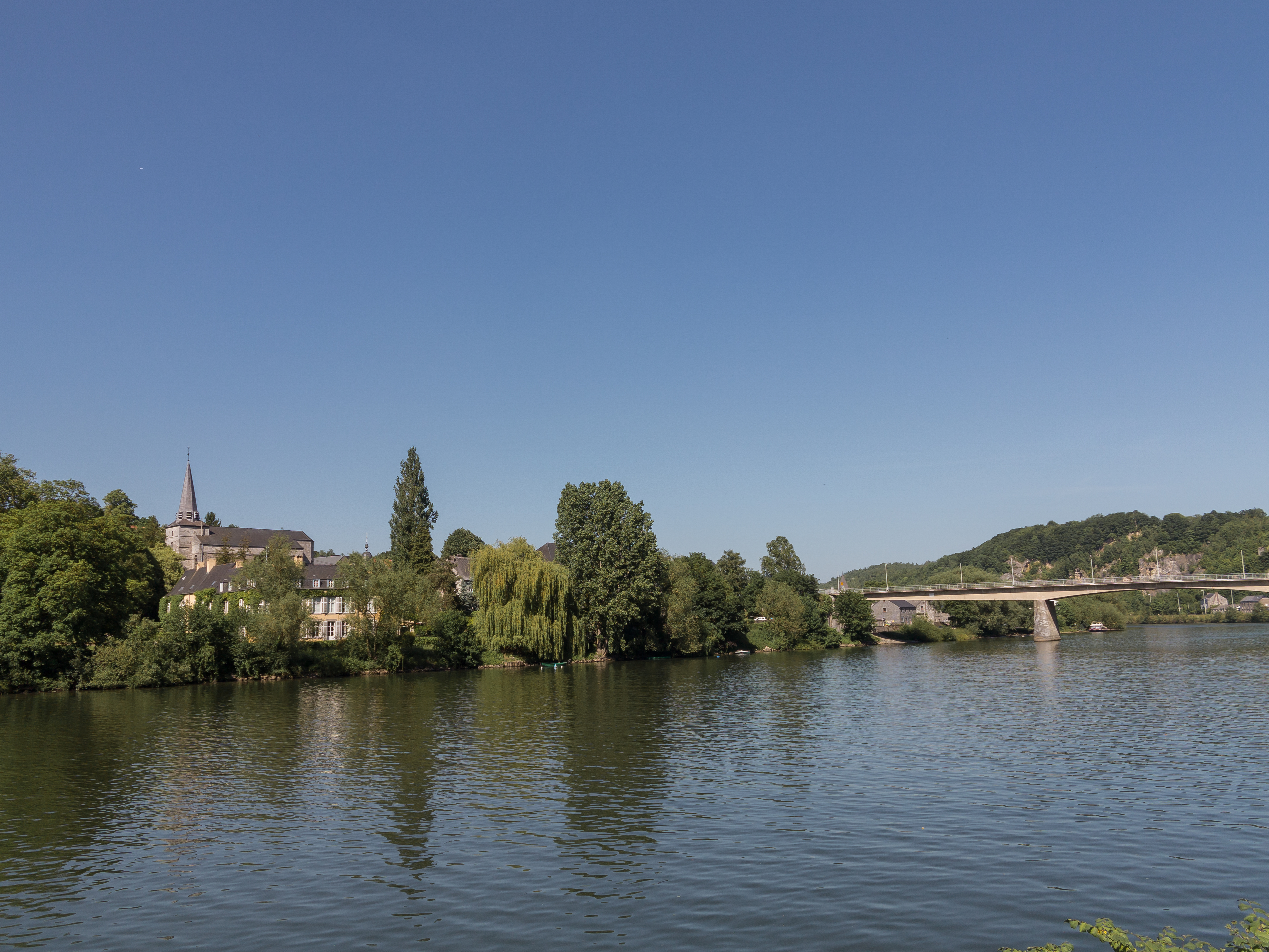

Namêche (Aussprache: [namɛʃ]) ist ein Dorf in Wallonien und ein Ortsteil der Gemeinde Andenne in der Provinz Namur, Belgien.
Sie liegt 14 Straßenkilometer östlich von Namur am linken Ufer der Maas. 
Das Dorf gehörte früher zur Grafschaft Namur. 
Der Turm der Dorfkirche wurde im 16. Jahrhundert gebaut und 1858 umgebaut. 
Im Dorf gibt es mehrere Bauernhöfe aus dem 17. und 18. Jahrhundert und ein kleines Schloss in einem Park an der Maas.